# 작은관코박쥐 (큰박쥐과)
작은관코박쥐(Nyctimene minutus)는 큰박쥐과에 속하는 박쥐의 일종이다. 2개 인도네시아 섬의 산악 숲 토착종으로 스람섬의 마누셀라 국립공원을 포함하여 부루섬과 스람섬에서 발견되지만, 암본섬 인근 지역에서는 발견되지 않는다. 서식지 면적은 2,000 km2이하이고 벌목 등으로 줄어들고 있다. 같은 이유로 국제 자연 보전 연맹(IUCN)은 1996년 이후 멸종취약종으로 분류하고 있지만, 작은관코박쥐는 분명히 인간의 환경에 잘 적응하고 있고, 몸 크기가 작기 때문에 원주민들에게 사냥이 잘 되지 않는다.